# 도르테 안데르센
도르테 안데르센(Dorte Andersen, 1968년 3월 29일 ~ )은 덴마크의 가수이다. 유로비전 송 콘테스트 1996에서 마르틴 로프트와 함께 덴마크 대표로 참가했다.